# Liste der Monuments historiques in Saint-Prancher
Die Liste der Monuments historiques in Saint-Prancher führt die Monuments historiques in der französischen Gemeinde Saint-Prancher auf.

## Liste der Objekte
| Bezeichnung                      | Beschreibung                             | Standort                               | Kennzeichnung | Schutzstatus | Datum | Bild |
| -------------------------------- | ---------------------------------------- | -------------------------------------- | ------------- | ------------ | ----- | ---- |
| Kirchenbänke                     | Holz, 19. Jahrhundert                    | in der Kirche St-Pancrace (Lage)       | PM88001767    | Inscrit      | 2005  |      |
| Kanzel                           | Holz, 19. Jahrhundert                    | in der Kirche St-Pancrace (Lage)       | PM88001766    | Inscrit      | 2005  |      |
| Passionsretabel                  | Stein, 16. Jahrhundert                   | in der Kirche St-Pancrace (Lage)       | PM88000885    | Classé       | 1933  |      |
| Reiterskulptur Heiliger Hubertus | Stein, Ende des 14. Jahrhunderts         | außen an der Kirche St-Pancrace (Lage) | PM88000886    | Classé       | 1958  |      |
| Kredenz                          | Holz, vergoldet, Marmor, 18. Jahrhundert | in der Kirche St-Pancrace (Lage)       | PM88001765    | Inscrit      | 2005  |      |
| Lesepult                         | Holz, 19. Jahrhundert                    | in der Kirche St-Pancrace (Lage)       | PM88001768    | Inscrit      | 2005  |      |
| Beichtstuhl                      | Holz, 19. Jahrhundert                    | in der Kirche St-Pancrace (Lage)       | PM88001769    | Inscrit      | 2005  |      |
| Weihwasserbecken                 | Stein                                    | in der Kirche St-Pancrace (Lage)       | PM88001764    | Inscrit      | 2005  |      |